# Unterseeboot 206
Le Unterseeboot 206 (ou U-206) est un sous-marin allemand (U-Boot) de type VII.C utilisé par la Kriegsmarine (marine de guerre allemande) pendant la Seconde Guerre mondiale

## Historique
Mis en service le 17 mai 1941, l'Unterseeboot 206 reçoit sa formation de base dans la 3. Unterseebootsflottille à Kiel jusqu'au 1er mai 1941, où il rejoint son unité de combat, toujours dans la 3. Unterseebootsflottille, à Saint-Nazaire.
Il réalise sa première patrouille, partant de Trondheim le 5 août 1941 sous les ordres de l'Oberleutnant zur See Herbert Opitz. Après 37 jours de mer et un succès d'un navire marchand de 202 tonnes, l'U-206 rejoint la base sous-marine de Saint-Nazaire le 10 septembre 1941.
L'Unterseeboot 206 a effectué trois patrouilles dans lesquelles il a coulé deux navires marchands pour un total de 3 283 tonneaux et un navire de guerre de 925 tonnes, durant un total de 68 jours en mer.
Sa troisième patrouille commence à la base sous-marine de Saint-Nazaire le 29 novembre 1941 toujours sous les ordres de Herbert Opitz, promu au grade de Kapitänleutnant depuis le 1er septembre 1941. Après deux jours en mer, l'U-206 est porté disparu à partir du 30 novembre 1941 dans le Golfe de Gascogne, à l'ouest de Saint-Nazaire à une position géographique approximative de 47° 05′ N, 2° 40′ O. Il a probablement coulé dans le champ de mines britannique Beech mouillées par un avion de la Royal Air Force. 
Les 46 membres d'équipage sont également portés disparus.

## Affectations
- 3. Unterseebootsflottille du 17 mai au 1er juin 1941 (entraînement)
- 3. Unterseebootsflottille du 1er juin au 30 novembre 1941 (service actif)

## Commandements
- Kapitänleutnant Herbert Opitz du 17 mai au 30 novembre 1941

## Patrouilles
|       | Commandant           | Départ            | Départ        | Arrivée           | Arrivée       | Jours    | Succès  |
| ----- | -------------------- | ----------------- | ------------- | ----------------- | ------------- | -------- | ------- |
| 1     | Oblt. Herbert Opitz  | 5 août 1941       | Trondheim     | 10 septembre 1941 | Saint-Nazaire | 37 jours | 202     |
| 2     | Kptlt. Herbert Opitz | 30 septembre 1941 | Saint-Nazaire | 28 octobre 1941   | Saint-Nazaire | 29 jours | 4 006   |
| 3     | Kptlt. Herbert Opitz | 29 novembre 1941  | Saint-Nazaire | 30 novembre 1941  | Coulé         | 2 jours  |         |
| Total | Total                | Total             | Total         | Total             | Total         | 68 jours | 4 208 t |

Note : Oblt. = - Kptlt. = Kapitänleutnant

### Opérations Wolfpack
L'U-206 a opéré avec les Wolfpacks (meute de loups) durant sa carrière opérationnelle :
1. Grönland (10 août 1941 - 23 août 1941)
2. Kurfürst (23 août 1941 - 2 septembre 1941)
3. Seewolf (2 septembre 1941 - 7 septembre 1941)
4. Breslau (2 octobre 1941 - 23 octobre 1941)

## Navires coulés
L'Unterseeboot 206 a coulé deux navires marchands pour un total de 3 283 tonneaux et un navire de guerre de 925 tonnes au cours des trois patrouilles (68 jours en mer) qu'il effectua.
| Date            | Navire           | Pavillon        | Tonnage | Fait  |
| --------------- | ---------------- | --------------- | ------- | ----- |
| 9 août 1941     | Ocean Victor     | Grande-Bretagne | 202     | Coulé |
| 14 octobre 1941 | HMS Fleur de Lys | Grande-Bretagne | 925     | Coulé |
| 19 octobre 1941 | Baron Kelvin     | Grande-Bretagne | 3 081   | Coulé |